# 千歳喜弘
千歳 喜弘（ちとせ よしひろ、1948年4月2日 - ）は、日本の経営者。日立マクセル社長、会長を務めた。京都府京都市出身。

## 経歴・人物
1971年に日本大学理工学部を卒業し、同年に日立マクセルに入社した。2011年4月に社長に就任。2016年6月には会長に就任。